# Vila Velha de Ródão (freguesia)

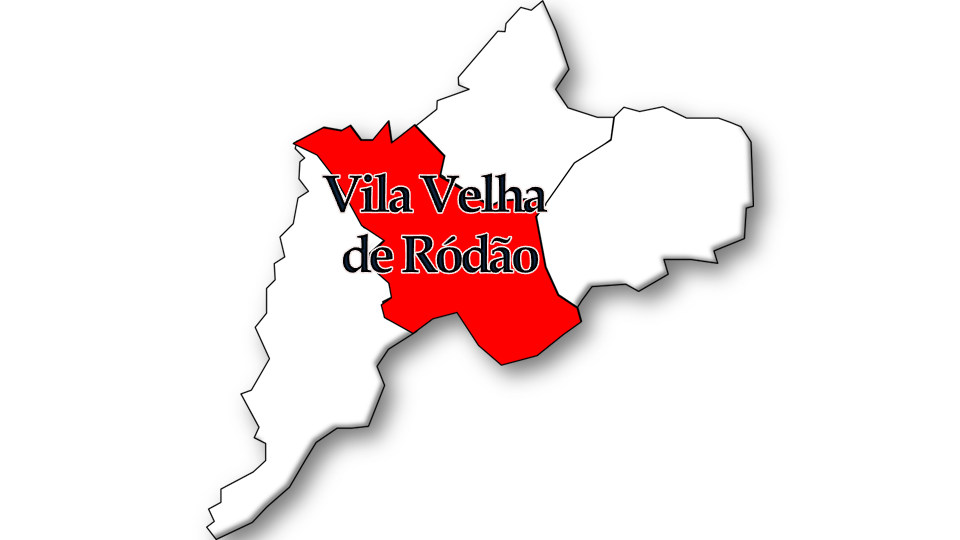
Localização da freguesia no Município de Vila Velha de Ródão

A Freguesia de Vila Velha de Ródão é uma freguesia portuguesa do Município de Vila Velha de Ródão, com 90,44 km² de área e 1755 habitantes (censo de 2021), tendo, por isso, uma densidade populacional de 19,4 hab./km².

## Demografia
Nota: Nos anos de 1910 e 1920 tinha anexada a freguesia de Perais. (Fonte: INE)
A população registada nos censos foi:
| Distribuição da População por Grupos Etários | Distribuição da População por Grupos Etários | Distribuição da População por Grupos Etários | Distribuição da População por Grupos Etários | Distribuição da População por Grupos Etários |
| -------------------------------------------- | -------------------------------------------- | -------------------------------------------- | -------------------------------------------- | -------------------------------------------- |
| Ano                                          | 0-14 Anos                                    | 15-24 Anos                                   | 25-64 Anos                                   | > 65 Anos                                    |
| 2001                                         | 174                                          | 197                                          | 1005                                         | 680                                          |
| 2011                                         | 159                                          | 114                                          | 863                                          | 630                                          |
| 2021                                         | 195                                          | 106                                          | 744                                          | 710                                          |

## Freguesia
Além da sede, a Freguesia de Vila Velha de Ródão é composta pelas seguintes localidades:
- Alvaiade
- Cerejal
- Chão das Servas
- Coxerro
- Foz do Cobrão
- Gavião de Ródão
- Monte da Coutada
- Porto do Tejo
- Salgueiral
- Sarnadinha
- Serrasqueira
- Tavila
- Tojeirinha
- Tostão
- Vale Cobrão
- Vilas Ruivas

## Património
- Estação arqueológica da Foz do Enxarique
- Pelourinho de Vila Velha de Ródão
- Castelo de Ródão ou Castelo do Rei Wamba e Capela de Nossa Senhora do Castelo
- Ermida de Santa Ana
- Penedo Gordo